# 季爾金
49°14′34″N 31°26′48″E / 49.24278°N 31.44667°E
季爾丁（烏克蘭語：Дирдин）是位於烏克蘭中部的村莊，由切爾卡瑟州切爾卡瑟區的霍羅迪謝市鎮負責管轄。該村面積4.82平方公里，海拔高度129米，2010年人口1,357，人口密度每平方公里281.6人。